# Керигма
Ке́ригма (греч. κήρυγμα — «объявление, провозглашение, призыв, проповедь») — термин новозаветной герменевтики. В Септуагинте он почти не встречается. Близок по смыслу к понятию греч. εὐαγγέλιον — в буквальном значении «благая весть». 
Этимологически слово керигма восходит к глаголу κηρύσσω (κηρύττω), который означает «быть глашатаем, извещать, созывать или приказывать через глашатая, публично проповедовать, учить чему-то важному». В Септуагинте глашатай керигмы понимался обычно как светское лицо, вестник царской воли (напр. Прит. 1:21), хотя там встречаются и исключения (Ион. 1:2; Ион. 3:2-4; Мих. 2:11).
В современной библеистике, следуя новозаветной традиции, термином «керигма» также принято обозначать основное богословское послание книг или отдельных перикоп Ветхого Завета.
Французский философ-структуралист Поль Рикёр, вслед за Рудольфом Бультманом, использует термин «керигма» для обозначения рациональной части религии, чистого логоса, очищенного от мифологических наслоений. Согласно его работам, «керигма» относится к «структуре» так же, как логос относится к мифосу, вырастая из мифоса и противостоя ему.